# Rouchovany

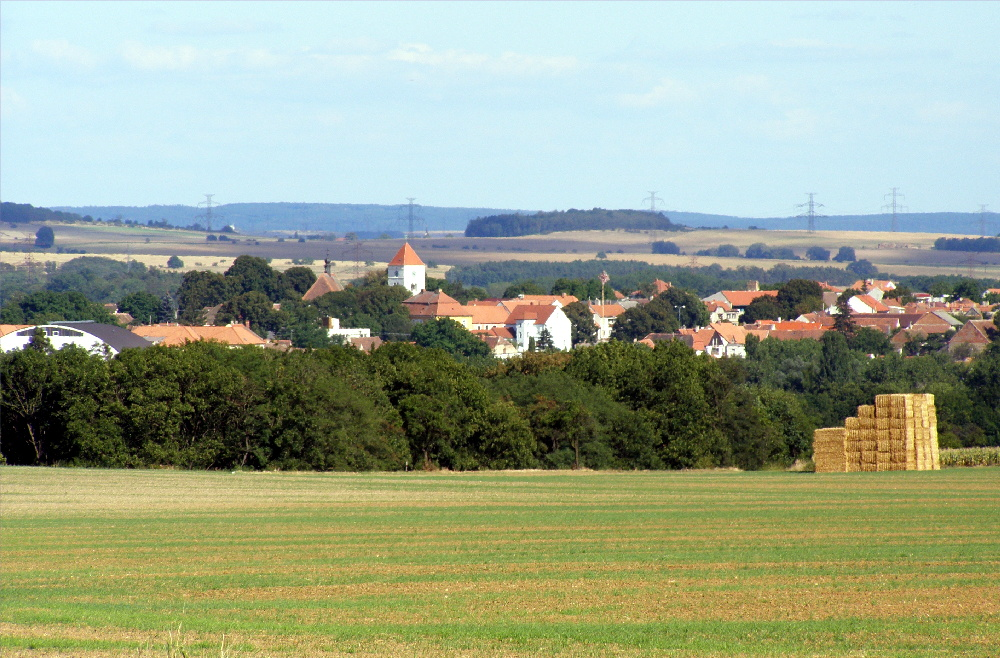
Blick von Westen auf Rouchovany

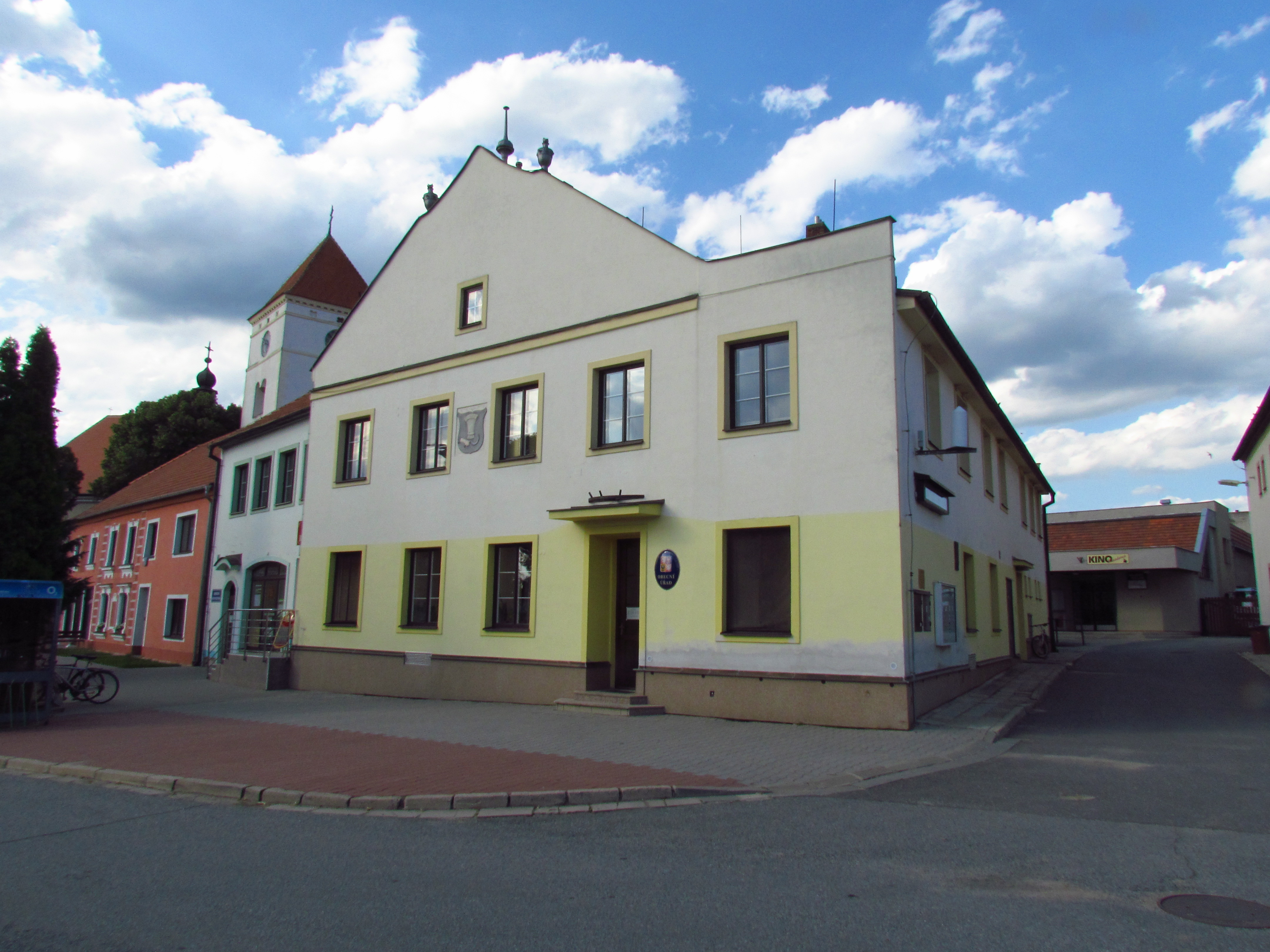
Rathaus

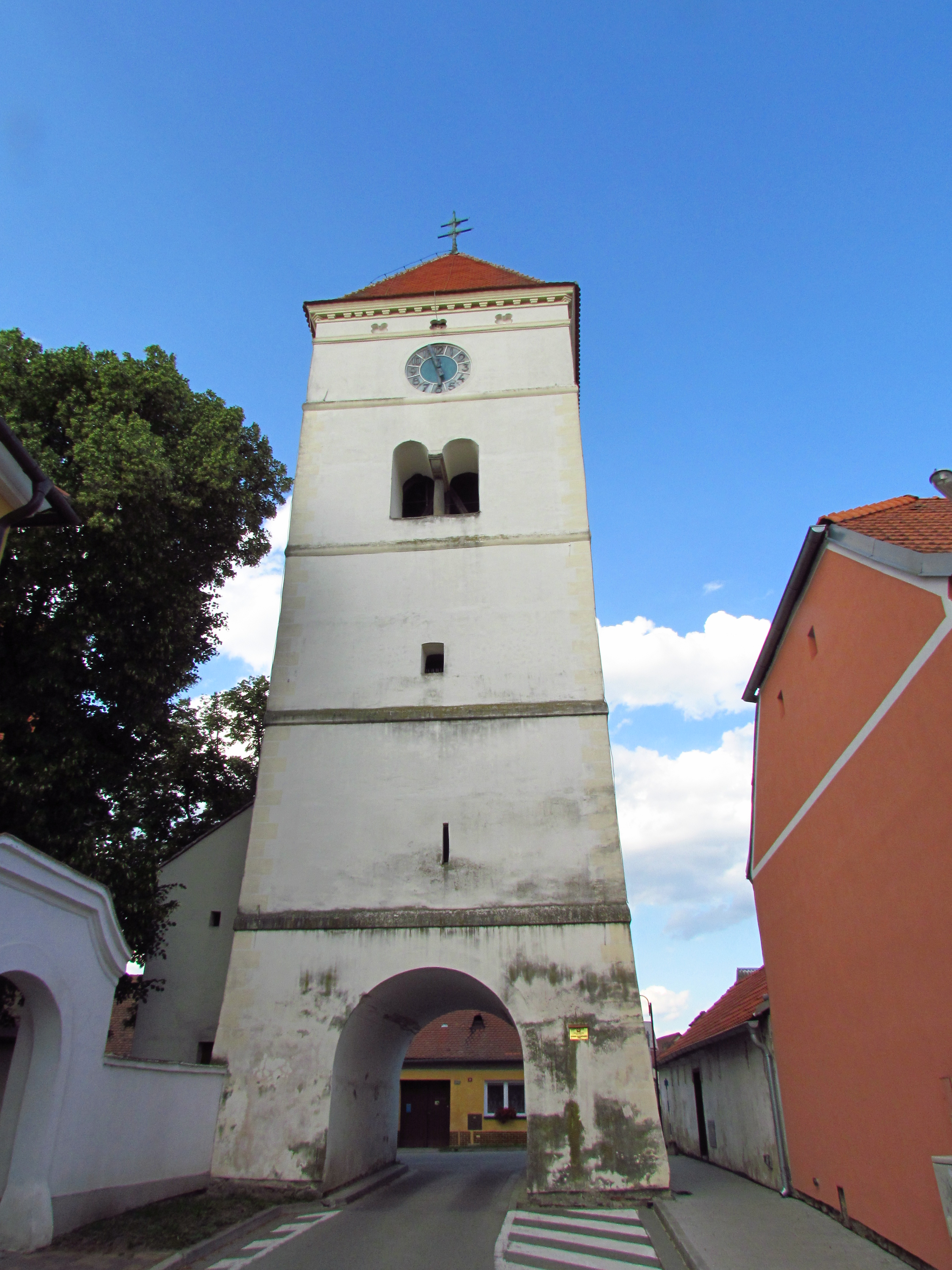
Stadtturm

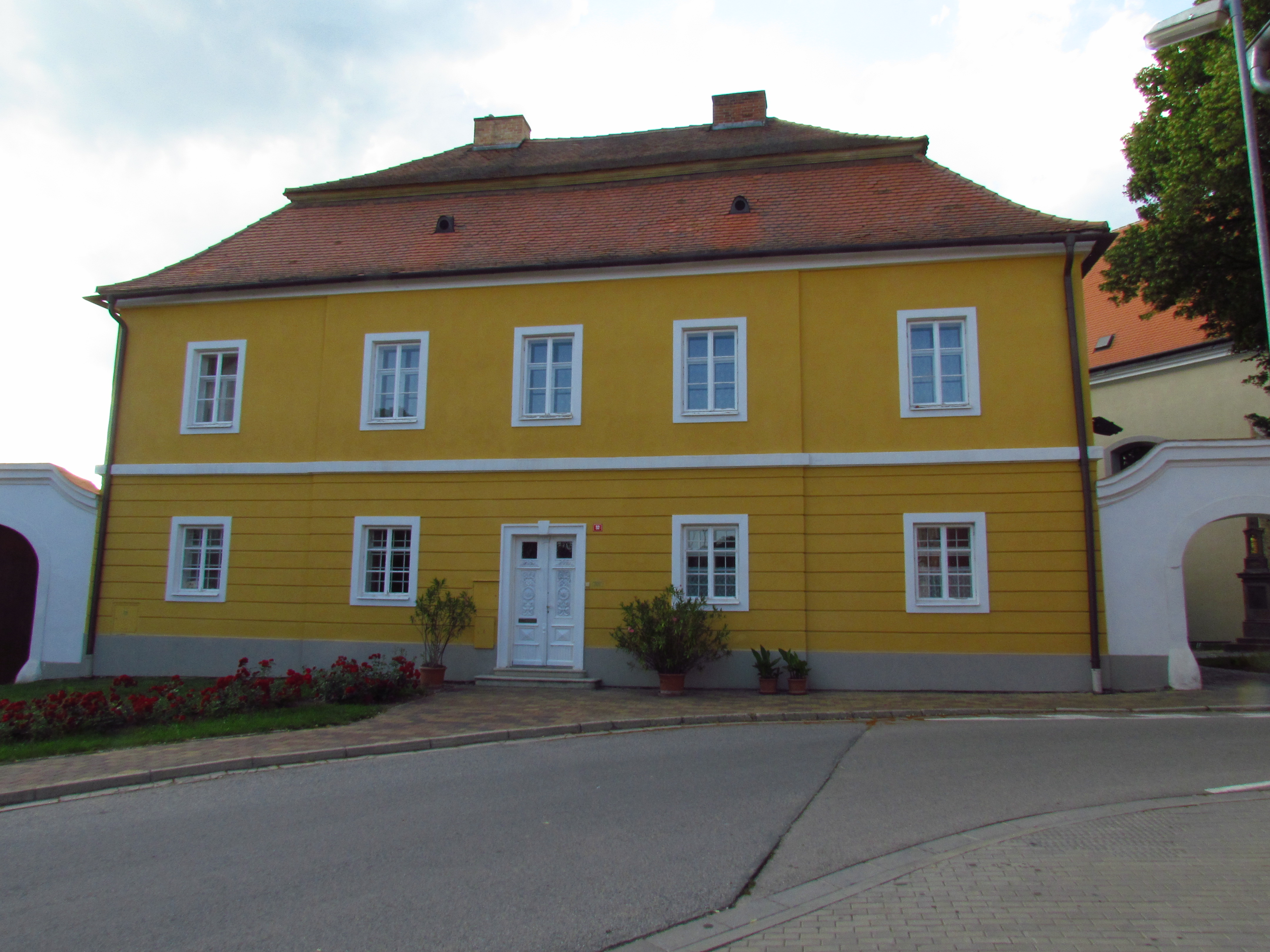
Pfarrhaus

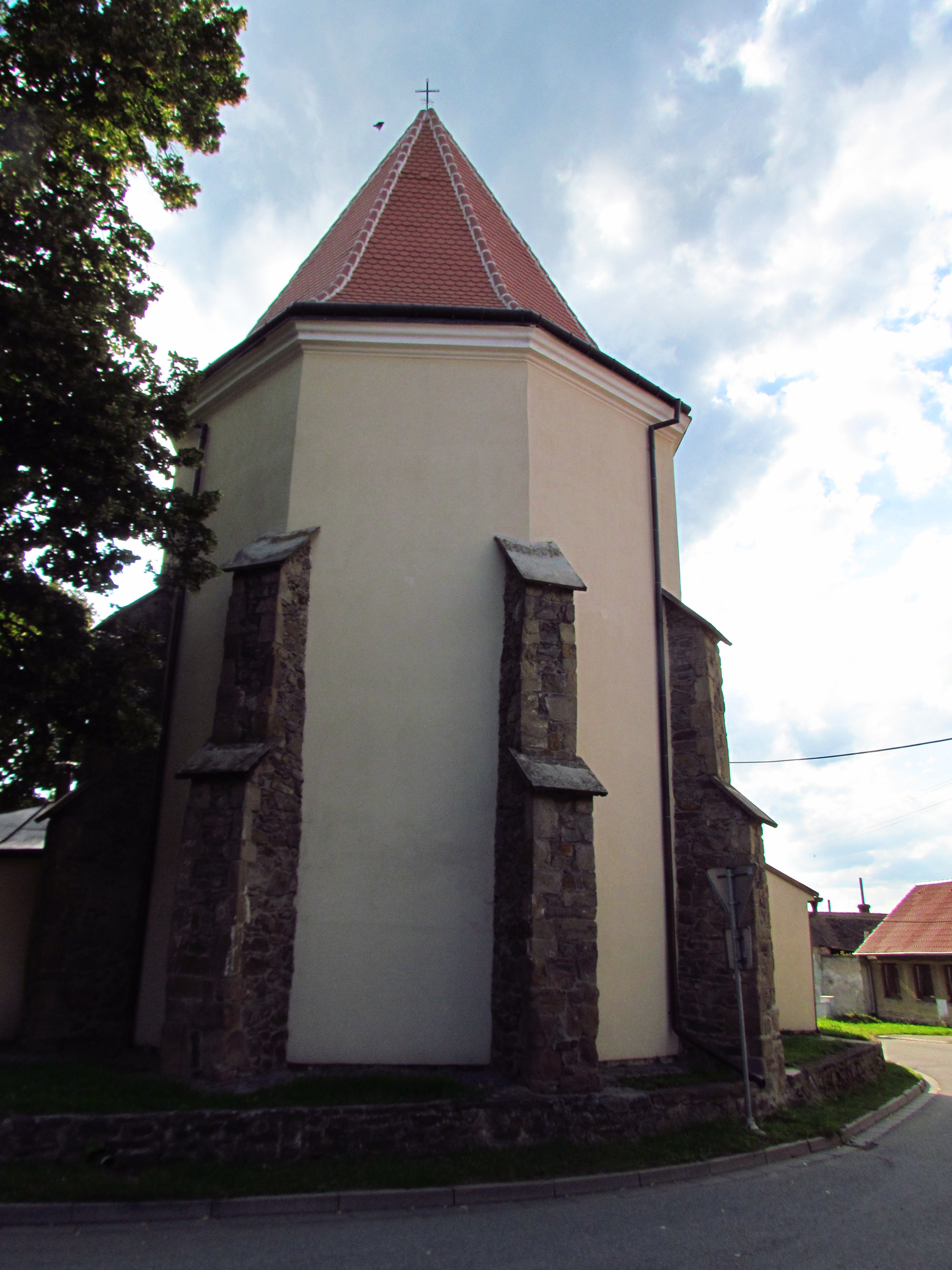
Kirche Mariä Himmelfahrt

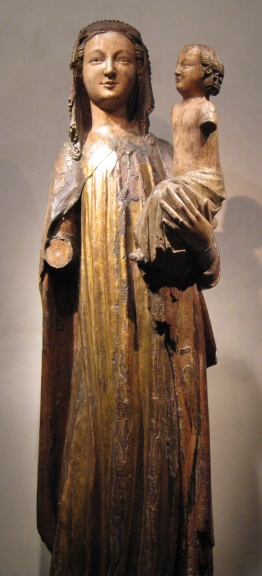
Madonna von Rouchovany

Rouchovany (deutsch Rauchowan, 1939–45 Ruchwan) ist eine Gemeinde in Tschechien. Sie liegt sechs Kilometer südöstlich von Hrotovice und gehört zum Okres Třebíč.

## Geographie
Rouchovany befindet sich linksseitig des Flüsschens Rouchovanka – gegenüber der Einmündung des Baches Boříkovský potok – in der Jevišovická pahorkatina (Jaispitzer Hügelland), einem Subsystem der Böhmisch-Mährischen Höhe. Nordöstlich liegt das Kernkraftwerk Dukovany. Im Süden erhebt sich die Borůvka (406 m n.m.). Durch Rouchovany führt die Staatsstraße II/399 zwischen Náměšť nad Oslavou und Znojmo, von der im Ort die II/396 nach Branišovice abzweigt. Gegen Nordwesten liegen die mittelalterliche Wüstung Mstěnice und die Reste der gleichnamigen Burg. Südlich erstreckt sich der Naturpark Rokytná.
Nachbarorte sind Slavětice im Norden, die Wüstungen Lipňany und Heřmanice im Nordosten, Horní Dubňany und Kordula im Osten, Rešice, Zámek, Čermákovice und Horní Kounice im Südosten, Šemíkovice im Süden, Újezd, Přešovice und Litovany im Südwesten, Boříkovský Dvůr und Radkovice u Hrotovic im Westen sowie Bačice, Krhov, Nové Dvory und Hrotovice im Nordwesten.

## Geschichte
1218 wurde die Siedlung erstmals schriftlich erwähnt, als der dortige Pfarrer als Zeuge bei einem Streit um die Mühle in Znaim aufgeführt wurde. Seit 1241 war Rouchovany ein fürstliches Gut. Im Jahre 1340 gehörte das Gut pfandweise dem Smil Bítovský von Lichtenburg, dem Markgraf Karl drei Jahre später die Auslösung der Güter Ruchwan, Starč und Purnitz bei Bohuš von Starč gestattete und dazu mit 500 Schock Groschen beitrug. Später gelangte das Gut Ruchwan wieder an den Markgrafen. 1353 wurde Ruchwan zum Städtchen ernannt, eine Bestätigung erfolgte 1486 durch König Matthias Corvinus. 1369 erhielt das Städtchen vom Markgrafen Johann Heinrich das Bierbrau-Meilenrecht, eine eigene Gerichtsbarkeit und wurde von der Anfallsverbindlichkeit befreit. 1373 vermachte derselbe das Gut testamentarisch seinem Sohn Johann Sobieslaus. Berchtold von Leipa verpfändete 1476 die Stadt Eibenschitz, das Städtchen Rochwan und die Dörfer Leipertitz, Herzmanitz, Ketkowitz, Czuczitz und Rapotitz sowie die wüste Burg Rapstein an Wilhelm von Pernstein. Dieser überschrieb das Gut Rouchovany seiner Tochter Bohunka anlässlich deren Ehe mit Heinrich von Leipa als Mitgift. Die Herren von Leipa schlugen das Gut ihrer Herrschaft Krumlov zu. die älteste Nachricht über eine Schule stammt aus dem Jahre 1596. Nach der Schlacht am Weißen Berg wurden 1621 die Güter des Bohuslaw von Leipa, der ein Anführer der mährischen Stände war, konfisziert. 1624 kaufte Gundaker von Liechtenstein die Herrschaft. Während des Ersten Schlesischen Krieges fielen 1742 preußische Truppen in Rouchovany ein und erhoben 300 Rheinische Gulden als Brandschatzung. Am Markt wurde 1782 ein neues eingeschossiges Schulhaus errichtet. 1805 zerstörte ein Brand einen großen Teil des Städtchens. Anstelle der abgebrannten Schule wurde 1833 ein neues Schulhaus gebaut. In Rauchowan wurden je vier Jahrmärkte und Roßmärkte abgehalten.
Im Jahre 1835 bestand der im Znaimer Kreis an der Handelsstraße von Brünn nach Budwitz gelegene Markt Rauchowan bzw. Rauchowaný aus 139 Häusern, in denen 784 Personen lebten. Haupterwerbsquelle war der Feldbau, insbesondere der Anbau von Erbsen, sowie etwas Handwerk. Unter herrschaftlichem Patronat standen die zum Jaispitzer Dekanat gehörige Pfarre, die Kirche Mariä Himmelfahrt und die Schule. Im Ort gab es außerdem ein Wirtshaus und eine Gemischtwarenhandlung. Zusammen mit den Dörfern Heřmanitz und Přeschowitz war Rauchowan durch das Gut Dukowan vom übrigen Herrschaftsgebiet abgetrennt.
Rauchowan war Pfarrort für Heřmanitz, Lipnan, Přeschowitz, Schamikowitz und Skreý sowie sieben Mühlen und zwei Meierhöfe. Bis zur Mitte des 19. Jahrhunderts blieb Rauchowan der Fideikommiss-Primogeniturherrschaft Mährisch-Krummau untertänig.
Nach der Aufhebung der Patrimonialherrschaften bildete Rouchovany / Rauchowan ab 1849 mit den Ortsteilen Heřmanice, Přešovice und Šemíkovice eine Marktgemeinde im Gerichtsbezirk Mährisch Kromau. Přešovice wurde 1868 eigenständig. Ab 1869 gehörte der Markt zum Bezirk Mährisch Kromau. Zu dieser Zeit hatte Rouchovany 1077 Einwohner und bestand aus 180 Häusern. Die Freiwillige Feuerwehr wurde 1882 gegründet. Heřmanice und Šemíkovice löste sich 1894 los und bildeten eigene Gemeinden. In der Ortslage „V Němcích“ entstand 1895 ein neues Schulgebäude. 1899 kam es in dem Städtchen zu dreitägigen Ausschreitungen gegen die Juden, bei dem 20 Gendarmen einschreiten mussten. Infolgedessen wurde eine Gendarmeriestation eingerichtet; bis auf eine Familie zogen sämtliche Juden aus Rouchovany fort. 1896 wurde Rouchovany dem Gerichtsbezirk Hrottowitz zugeordnet. Im Jahre 1900 lebten in Rouchovany 1182 Personen; 1910 waren es 1158. 1914 erhielt das Städtchen eine elektrische Beleuchtung, den Strom lieferte das Kleinkraftwerk der Grundherrschaft Dukovany an der Jihlava. 1920 wurde eine Bürgerschule eröffnet. Beim Zensus von 1921 lebten in den 197 Häusern der Minderstadt 1041 Personen, darunter 1030 Tschechen, fünf Juden und ein Deutscher. Im Jahre 1930 bestand Rouchovany aus 291 Häusern und hatte 1292 Einwohner. Nach der deutschen Besetzung wurde die Marktgemeinde 1939 in den Kreis Mährisch Budwitz umgegliedert; bis 1945 gehörte Rouchovany / Ruchwan zum Protektorat Böhmen und Mähren. Nach dem Kriegsende erfolgte die Wiederherstellung der alten Bezirksstrukturen. Im Jahre 1950 hatte Rouchovany 1105 Einwohner. Im Zuge der Gebietsreform und der Aufhebung des Okres Moravský Krumlov wurde die Gemeinde am 1. Juli 1960 dem Okres Třebíč zugewiesen. Zum 1. Januar 1968 erfolgte die Eingemeindung von Šemíkovice. Die 1976 für den Bau des Kernkraftwerks Dukovany abgesiedelte Gemeinde Heřmanice wurde mit Beginn des Jahres 1980 aufgehoben und ihre Gemarkung der Gemeinde Rouchovany zugeschlagen. 1980 wurde Přešovice eingemeindet, der Ort wurde 1990 wieder eigenständig. Beim Zensus von 2001 lebten in den 417 Häusern der Gemeinde 1101 Personen, davon 1011 in Rouchovany (356 Häuser) und 90 in Šemíkovice (61 Häuser).

## Gemeindegliederung
Die Gemeinde Rouchovany besteht aus den Ortsteilen Rouchovany (Rauchowan) und Šemíkovice (Schamikowitz). Grundsiedlungseinheiten sind Heřmanice (Herzmanitz), Rouchovany und Šemíkovice. Zu Rouchovany gehören zudem die Einschichten Bendův Mlýn, Šabatův Mlýn, Soukupův Mlýn und Texlův Mlýn.
Das Gemeindegebiet gliedert sich in die Katastralbezirke Heřmanice u Rouchovan, Rouchovany und Šemíkovice.

## Sehenswürdigkeiten
- Romanisch-gotische Kirche Mariä Himmelfahrt mit erhaltenem Mauerwerk aus den Jahren 1585 bis 1610. Die seit 1325 nachweisbare gotische Lindenholz-Madonna von Rauchowan (Rouchovanská madona) befindet sich seit 1935 in der Nationalgalerie Prag, das heute in der Kirche befindliche Exemplar ist eine vom Restaurator Radomír Surma gefertigte Kopie
- Barockes Pfarrhaus aus dem 18. Jahrhundert
- Stadtturm, er wurde 1585 errichtet und 1610 zu seiner heutigen Höhe aufgestockt. Die erste Turmuhr wurde 1747 angeschafft.
- Rathaus, erbaut 1604
- Rathausplatz mit Katakomben aus dem 30-jährigen Krieg
- Statue des hl. Johannes von Nepomuk
- Marterl, beim Haus Nr. 215
- Gedenkstein für die Opfer beider Weltkriege, mit Büste von T. G. Masaryk
- mittelalterliche Wüstung Mstěnice, das Dorf erlosch 1468 während des böhmisch-ungarischen Krieges
- Reste der Burg Mstěnice, sie entstand in der Mitte des 13. Jahrhunderts

## Persönlichkeiten
- Amálie Kutinová (1898–1965), Schriftstellerin
- Im Ortsteil Šemíkovice lebte Anfang des 20. Jahrhunderts die Familie des Schriftstellers Vítězslav Nezval. Der Ort wird in seinen Romanen beschrieben.